# Dooly County
Dooly County je okres ve státě Georgie ve Spojených státech amerických. K roku 2005 zde žilo 11 749 obyvatel. Správním městem okresu je Vienna. Celková rozloha okresu činí 1 028 km². Vznikl 15. května 1821.